# Романюк Іван Миронович
Романюк Іван Миронович (*20 січня 1962 р., м. Вінниця)— завідувач кафедри історії та культури України Вінницького державного педагогічного університету імені Михайла Коцюбинського, доктор історичних наук, професор, автор підручників з історії.

## Біографія
Народився в с. Микулинці Літинського району Вінницької області, в селянській сім'ї.
1979 р. — закінчив Літинську середню школу № 2. Після закінчення школи працював слюсарем, помічником комбайнера у рідному селі.
1980 р. — слухач підготовчого відділення Вінницького державного педагогічного інституту ім. М. Островського.
1981-85рр. навчався на історичному факультеті Вінницького державного педагогічного інституту ім. М. Островського.
Закінчив з відзнакою, здобувши фах учителя історії і суспільствознавства.
Вчителював в селах Багринівці, Микулинці Літинського району, пройшовши шлях від рядового вчителя до організатора позакласної роботи.
1986—1989 рр. — директор Микулинецької середньої школи.
1989—1992 рр. — навчання в аспірантурі при Київському державному педагогічному інституті ім. М. Горького.
З 1992 р. — асистент кафедри історії України.
1994 р. — у Київському університеті ім. Т. Шевченка захистив кандидатську дисертацію «Сільськогосподарська кооперація в Україні 1921—1924рр».
1994—1997 рр. — старший викладач, з 1996 р. — доцент кафедри історії України, читає провідні курси, спецкурси, проводить семінарські заняття зі студентами, магістрами історичного факультету.
1998—2000 рр. — докторант Київського державного педагогічного університету ім. М. Драгоманова. Результатом дослідження соціально-економічної історії українського, в тому числі подільського села
50-60-х років ХХ ст., стали вихід у світ монографії (2005 р.) «Українське село у 50-ті-першій половині 60-х рр.», та захист (2006 р.) при Чернівецькому національному університеті ім. Ю. Федьковича докторської дисертації на тему: «Соціально-економічні та культурні процеси в українському селі у 50‑х-першій половині 60-х рр. ХХ ст.».
1998 р. отримав вчене звання доцента, в 2008 р. — професора.

## Наукова діяльність
Коло наукових уподобань — історія України ХІХ-ХХ ст., історія Поділля, краєзнавство, аграрна історія тощо. Науковий доробок викладача — понад 200 публікацій. Серед них — статті у наукових збірниках, журналах, в тому числі закордонних виданнях, методичні розробки для студентів.
Учасник багатьох міжнародних, всеукраїнських, регіональних науково-практичних і історико-краєзнавчих конференцій. Публікується у збірниках конференцій, міжнародних наукометричних базах даних: WoShttps://publons.com/researcher/3332701/ivan-romanyuk/,  Scopus, Google Академіяhttps://scholar.google.com/citations?hl=uk&user=XMOoHkAAAAAJ
Є автором 5 монографій, співавтором 4-х підручників з історії України для 8-11-х класів загальноосвітньої школи українською і російською мовами.
Дбаючи про фаховий ріст молоді керує підготовкою кандидатських дисертацій, виступає офіційним опонентом на захисті кандидатських і докторських дисертацій, дає відгуки на автореферати наукових досліджень, рецензує методичні видання, готує кращих студентів до участі в наукових конференціях. Під його керівництвом та в співавторстві з ним надруковано чимало студентських публікацій, зокрема, в студентському науковому віснику Інституту історії, етнології і права.
У 2006—2010 рр. очолював науково-дослідну тему кафедри — «Поділля в контексті історії України», у розрізі якої захищено три кандидатські дисертації викладачами кафедри; ним налагоджено наукові зв'язки з Інститутом історії України НАН України, Київським національним педагогічним університетом імені М. Драгоманова, Черкаським національним університетом імені Б. Хмельницького, Кам'янець-Подільським національним університетом імені І. Огієнка та іншими науковими установами. Під його керівництвом підготовлено до друку посібник з історії України для студентів.
Займає активну життєву і громадянську позицію. Виступає на обласному радіо і телебаченні. Є членом Вченої і методичної ради університету, членом експертної ВАК України, фахової спеціалізованої ради по захисту докторських дисертацій при НПУ імені М. Драгоманова, член-кореспондент академії історичних наук України.
Керівник виконання загальної колективної теми кафедра історії та культури України Вінницького державного педагогічного університету імені Михайла Коцюбинського «Поділля в контексті української історії».

## Нагородження
За успіхи у підготовці молодих спеціалістів, виховній роботі серед студентської молоді нагороджений почесними грамотами університету, Вінницької обласної ради, обласної державної адміністрації, Виконавчого комітету Вінницької міської ради, занесений на дошку пошани університету. У 2010 р. був занесений на обласну Дошку пошани «Праця і звитяги вінничан», як переможець конкурсу «Людина року» у номінації «Діяч науки».

## Автор підручників
У співавторстві написав декілька підручників з історії України для загальноосвітніх навчальних закладів

## Перелік публікацій
- Романюк Іван Миронович. Всесвітня культура у творчій спадщині Петра Ніщинського [Текст] / І. М. Романюк // Літературне краєзнавство Поділля в системі сучасної освіти: стан, проблеми, перспективи (матеріали Всеукр. наук.-практ. конф., Вінниця, 22 бер. 2011 р.): зб. наук. пр.: до 100-річн. ювілею ВДПУ ім. М. Коцюбинського. — Вінниця, 2011. — С. 92-95. — Бібліогр. в кінці ст.
- Романюк Іван Миронович. Соціально-економічні та культурні процеси в українському селі у 50-х — першій половині 60-х рр. ХХ ст. [Текст]: дис… д-ра іст. наук: 07.00.01 / Романюк Іван Миронович ; Національний педагогічний ун-т ім. М. П. Драгоманова. — К., 2006. — 509 арк. — арк. 367—509.
- Романюк Іван Миронович. Соціально-економічні та культурні процеси в українському селі у 50-х — першій половині 60-х рр. ХХ ст. [Текст]: автореф. дис… д-ра іст. наук: 07.00.01 / Романюк Іван Миронович ; Чернівецький національний ун-т ім. Юрія Федьковича. — Чернівці, 2006. — 36 с.
- Романюк Іван Миронович. Українське село у 50-ті — першій половині 60-х рр. ХХ ст. [Текст] / І. М. Романюк ; Національний педагогічний ун-т ім. М. П. Драгоманова. — Вінниця: Книга-Вега, 2005. — 256 с.: табл. — Бібліогр.: в кінці розділів. — ISBN 966-621-260-9
- Струкевич Олексій Карпович. Історія України [Текст]: піруч. для 8 кл. загальноосвіт. навч. закл. / О. К. Струкевич, І. М. Романюк [та ін.]. — К. : Грамота, 2008. — 272 с.: іл. — ISBN 978-966-349-136-3
- Струкевич Олексій Карпович. Історія України [Текст]: підруч. для 11 кл. загальноосвіт. навч. закл. (рівень стандарту, акад. рівень) / О. К. Струкевич, І. М. Романюк, С. І. Дровозюк. — К. : Грамота, 2011. — 319 с. : іл. — 125 265 прим. — ISBN 978-966-349-310-7
- Романець Людмила Миколаївна. Організація підвищення кваліфікації вчительства повоєнної Вінниччини (1945—1956 рр.) [Текст] / Л. М. Романець, І. М. Романюк // Освіта на Поділлі: минуле та сьогодення: матеріали ХХІІІ Всеукр. наук. іст.-краєзн. конф. 20-21 жовт. 2011 р.: до 100-річчя заснування ВДПУ ім. М. Коцюбинського . — Вінниця, 2011. — С. 214—218.
- Romanyuk Ivan M. Neurasthenia and «Spirit of 1914»: A Causal Relationship (on the Materials of the Right-Bank Ukraine) / Sergey I. Degtyarev, Ivan M. Romanyuk, Jasmin Gut, Lyubov G. Polyakova // Bylye Gody. 2021. 16(2) P. 1000—1007. DOI: 10.13187/bg.2021.2.1000